# District de Fresnay-le-Vicomte
Le district de Fresnay-le-Vicomte est une ancienne division territoriale française du département de la Sarthe de 1790 à 1795.
Il était composé des cantons de Fresnay le Vicomte, Assé le Boisne, Beaumont, Bourg la Loi, Saint Pater et Vivoin.